# Musée de Louis
Musée Louis de Funès
Ne doit pas être confondu avec Musée Louis-de-Funès.
Le musée de Louis est un musée consacré à l'acteur français Louis de Funès, ouvert de 2013 à 2016.
Situé dans la commune du Cellier en Loire-Atlantique, le musée est établi dans une dépendance du château de Clermont, propriété de l'acteur de 1967 à 1983. Il est géré par l'association « Musée de Louis », administrée notamment par ses fils Patrick et Olivier. Michel Galabru était le parrain du musée. Son inauguration a lieu le 31 juillet 2014, jour du centième anniversaire de la naissance de Louis de Funès. Ouvert de 2014 à 2016, le musée attire au total plus de 68 000 visiteurs, témoignant ainsi de la popularité de l'acteur et fonctionnant grâce au bénévolat, sans solliciter de subvention. L'association se renomme « Musée Louis de Funès » en 2016.
Le musée expose des objets, accessoires, affiches et photographies relatifs à la filmographie de Louis de Funès mais aussi des objets plus intimes, issus de sa vie privée, donnés principalement par sa famille.
Malgré son succès, le musée ferme en octobre 2016, l'association n'ayant pu acquérir les locaux qu'elle louait. Un projet d'un second musée situé à Nantes (lieu de décès du comédien) était à l'étude en 2017. Finalement, un nouveau musée consacré à l'acteur est inauguré le 31 juillet 2019 à Saint-Raphaël dans le Var, jour du cent cinquième anniversaire de la naissance de Louis de Funès, sous l'impulsion de sa petite-fille Julia,.

## Collections
Le musée présente de nombreuses pièces de collection relatives à Louis de Funès, à sa carrière théâtrale et cinématographique et surtout à sa vie privée. Depuis les débuts du musée qui ne possédait qu'une dizaine de pièces, la collection s'est enrichie considérablement, réunissant ainsi quelques milliers de pièces. Dès la création, des collectionneurs apportent leur contribution aux collections du musée, en faisant don ou en prêtant de très nombreuses pièces.

Évoquant la carrière de l'acteur, le musée expose de nombreux accessoires de cinéma, des affiches françaises et étrangères, des articles de presse et de nombreuses photographies de tournage ou matériel promotionnel de ses films,,. S'y trouvent par exemple un uniforme de gendarme similaire à celui du Gendarme de Saint-Tropez ou encore la barbe postiche utilisée par Louis de Funès pour le tournage des Aventures de Rabbi Jacob, que le musée a reçue en décembre 2014. Son piano, rappelant la longue période où il fut pianiste de bar, est visible à l'entrée du musée.
Pour montrer sa vie privée et sa personnalité, le musée réunit des objets intimes, ayant parfois appartenu à l'acteur, comme des cannes à pêche, des paires de lunettes, des médailles comme sa médaille vermeil de la ville de Paris et celle de chevalier de la Légion d'honneur,. La famille de l'acteur (son épouse Jeanne et ses fils Patrick et Olivier) a confié au musée beaucoup d'archives et objets personnels. Ainsi, Jeanne de Funès a notamment fait don du César d'honneur de Gérard Oury, que le réalisateur lui avait offert en hommage à Louis de Funès. Une quantité importante de lettres écrites par l'acteur figurent parmi les collections du musée, qu'elles soient adressées à des proches ou à des amis célèbres tels que Maurice Chevalier,. D'ailleurs, une canne de Maurice Chevalier offerte à Louis de Funès est exposée au musée.
Les collections sont réparties dans quatre salles, la dernière étant une salle de projection,. Cette salle de projection diffuse un documentaire présentant notamment des extraits de films, des archives familiales (provenant par exemple de la caméra amateur de l'acteur lui-même) ou des témoignages d'habitants du Cellier qui ont côtoyé Louis de Funès. Les visiteurs finissent leur visite en dédicaçant le livre d'or du musée, appelé le « Monsignor », en référence à La Folie des grandeurs.

## Histoire

### Un premier musée dans un local exigu

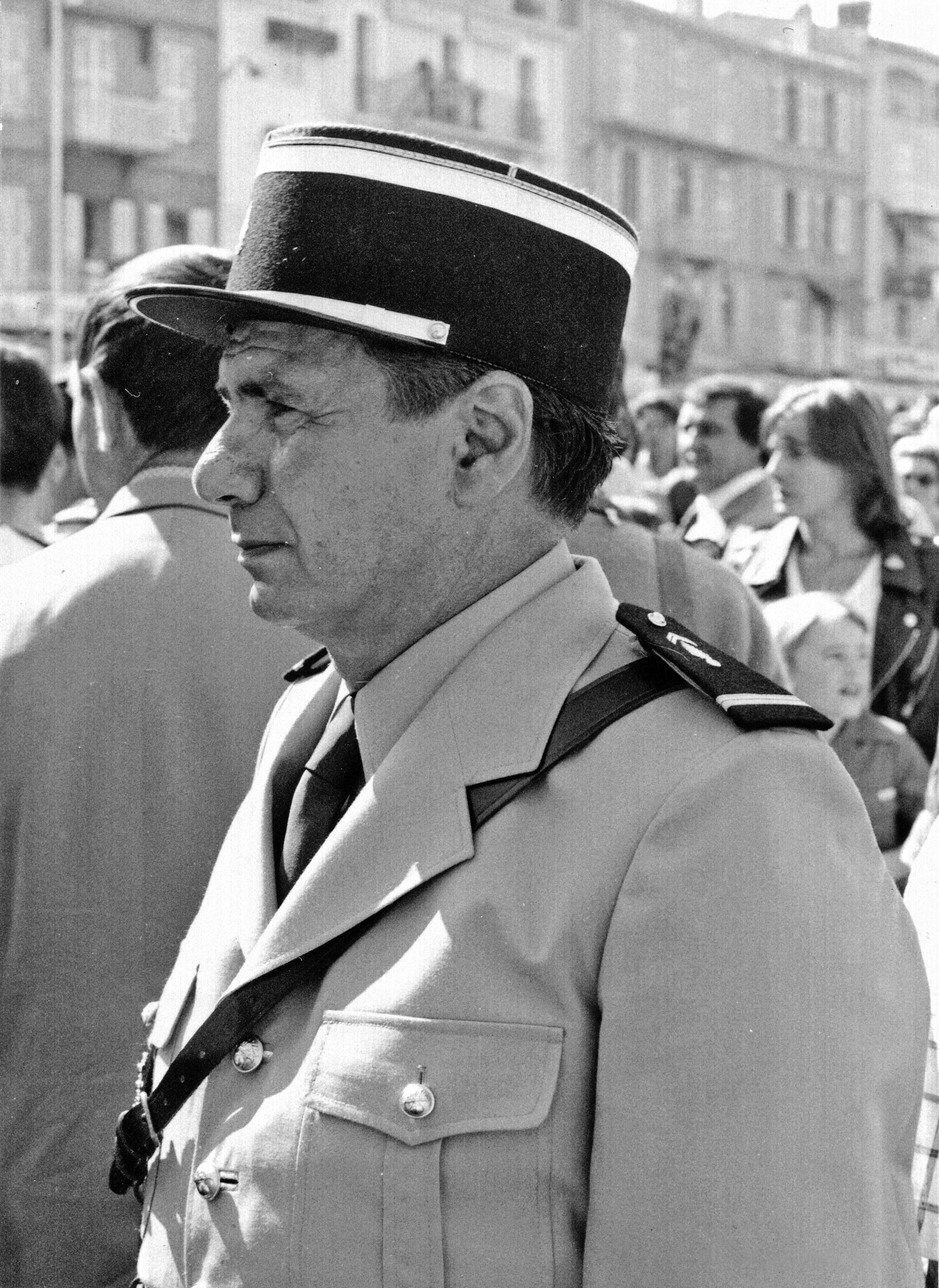
Le parrain du musée, Michel Galabru, lors du tournage du cinquième Gendarme en 1978.

Louis de Funès est l'un des acteurs comiques les plus célèbres et populaires du cinéma français de la seconde moitié du XXe siècle et ses films figurent parmi les meilleurs résultats du cinéma français, des années 1960 jusqu'au début des années 1980. L'idée d'un musée consacré à lui dans le village du Cellier provient de Charles Duringer, à la suite d'une rencontre avec Pierre Brohan, fils de la patronne de l'auberge Beau Rivage proche du château de Clermont, qui s'était liée d'amitié avec Louis de Funès. Charles Duringer commence donc à enregistrer les témoignages des gens du village qui ont côtoyé l'acteur
En janvier 2013 est créée l'association « Musée de Louis » destinée à mettre à place un musée consacré à Louis de Funès. Différents objets sont confiés à l'association par des personnes l'ayant connu ou par des collectionneurs. Le projet de musée reçoit le soutien de Jeanne de Funès, épouse de l'acteur, et de leurs fils Patrick et Olivier, qui deviennent administrateurs de l'association,,. L'acteur Michel Galabru, partenaire régulier de Louis de Funès, est parrain du musée,. Charles et Roselyne Duringer, tous deux à l'origine du projet, sont les directeurs du musée.
Patrick et Olivier de Funès déclarent avoir refusé de très nombreux projets de musée consacré à leur père auparavant.
Le musée ouvre d'abord en juillet 2013 dans un petit local de 36 m2, de deux pièces, ancien cabinet dentaire, prêté provisoirement par la commune du Cellier,,. L'année 2013 coïncide avec les trente ans de la mort de l'acteur, en 1983. Le musée est inauguré le 14 septembre 2013. Jusqu'en décembre 2013, il accueille — malgré son étroitesse — environ 5 000 visiteurs. De nombreuses personnes ne peuvent y accéder. L'association change alors l'emplacement du musée,.

### Le nouveau musée, au château de Clermont
Le château de Clermont, ancienne propriété de l'acteur, est l'endroit idéal pour le musée. Le château était depuis très longtemps dans la famille de Jeanne de Funès, née Barthélémy. En 1967, Louis de Funès avait acheté aux enchères le château, principalement grâce à son cachet de La Grande Vadrouille, pour rendre à son épouse le confort qu'elle avait perdu en l'épousant. L'acteur y réside jusqu'à sa mort, survenue en 1983, et sa famille le détient jusqu'en 1986, année où elle le vend, ne pouvant entretenir un tel bâtiment,. En 2008, le château et une partie de la ferme deviennent des appartements d'habitation, avec une copropriété de quarante logements, avec la maison du jardinier, la roseraie et le potager,. Le château et le parc sont donc une propriété privée, qui ne se visite pas.

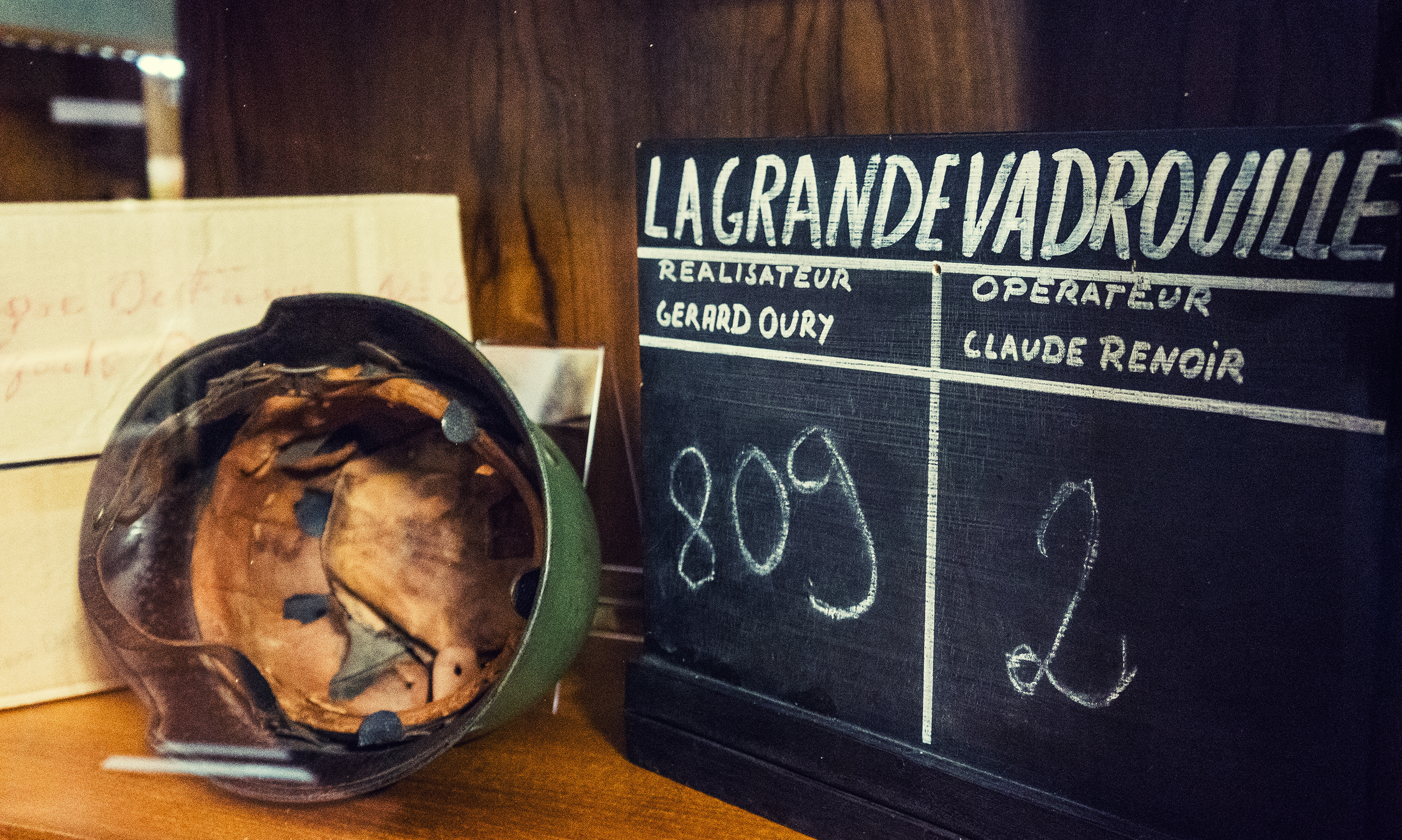
Un casque allemand et un clap de tournage de La Grande Vadrouille, exposés au musée.

L'orangerie du château est en revanche disponible, après avoir été exploitée en tant que restaurant,. L'endroit est accessible aux PMR et possède un parking,. L'association « Musée de Louis » devient donc locataire du lieu,. Grâce à un financement participatif, du mécénat d'entreprise et un emprunt bancaire de 30 000 euros, l'association remet les locaux en état et y aménage le nouveau musée,.
Le musée de Louis ouvre de nouveau au printemps 2014. Son inauguration a lieu en présence d'Olivier de Funès, son épouse et ses deux fils, le 31 juillet 2014, date du centième anniversaire de la naissance de Louis de Funès,.
En 2016, l'association se renomme « Musée Louis de Funès ».

Pièces exposées au musée (sélection)
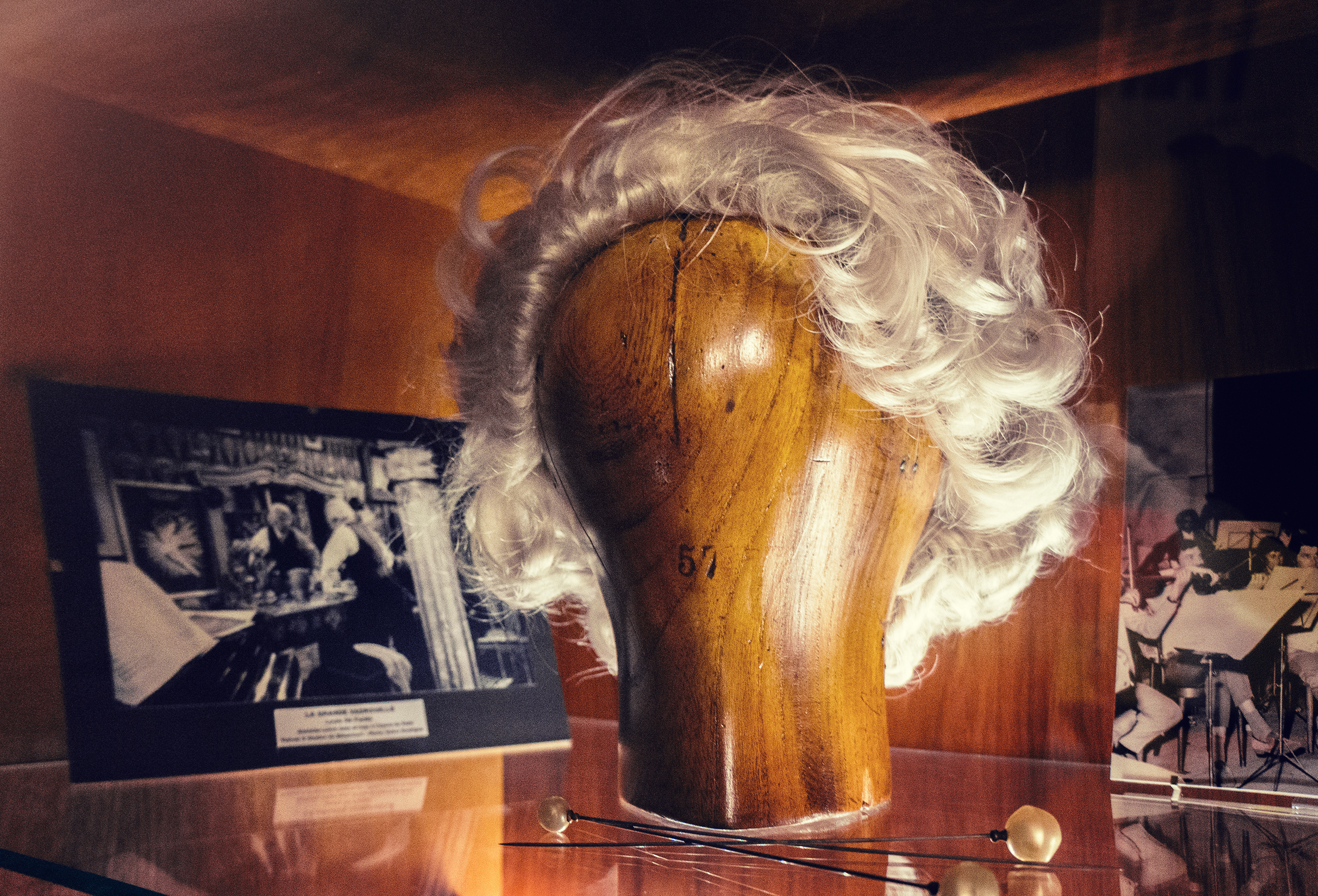
Perruque de chef d'orchestre portée par Louis de Funès dans La Grande Vadrouille.
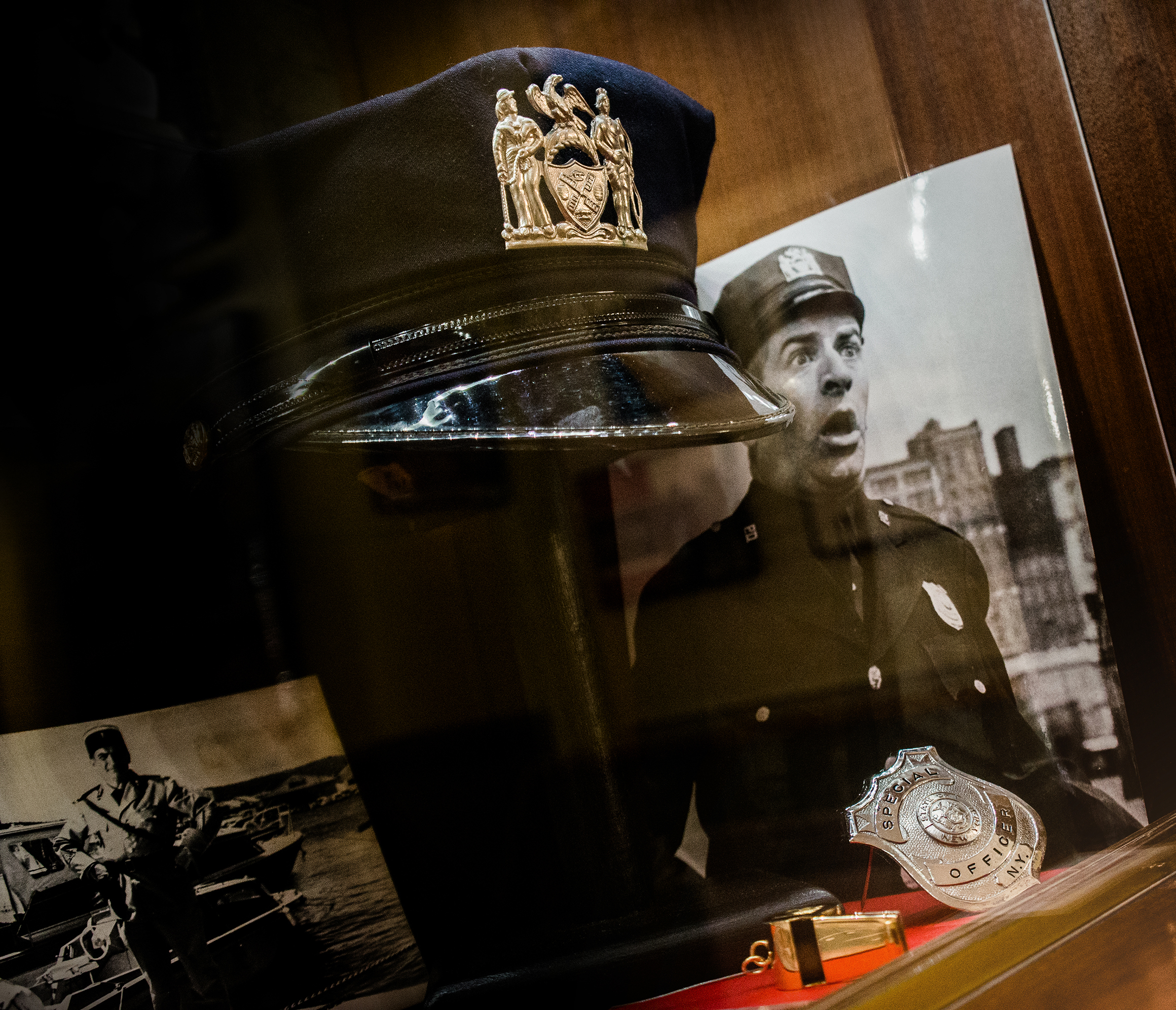
Casquette et insigne de la police de New York arborés par Ludovic Cruchot dans Le Gendarme à New York.
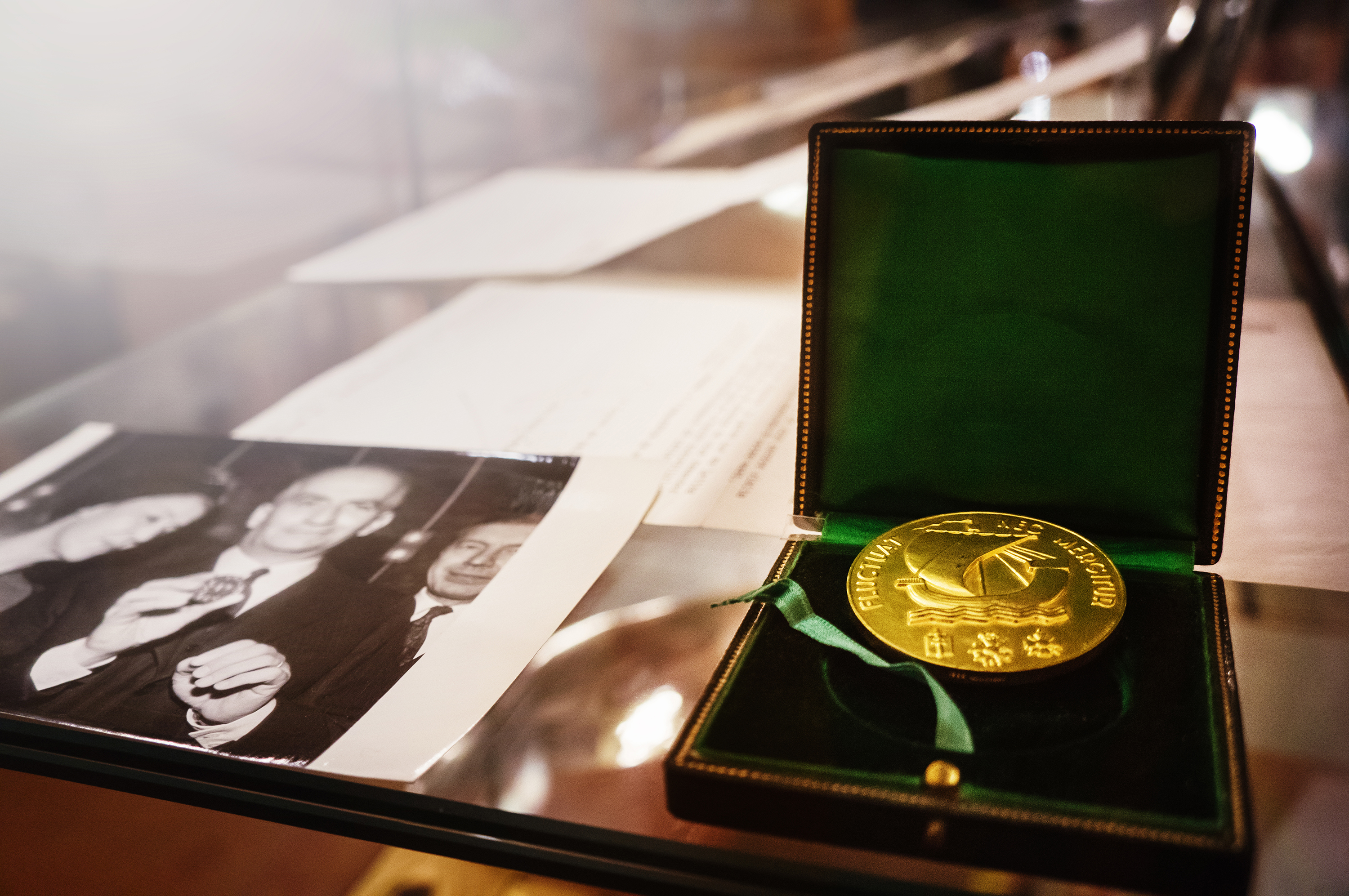
Médaille vermeil de la ville de Paris attribuée à l'acteur en 1970, pour son engagement pour la défense de la nature.

### Prolongements

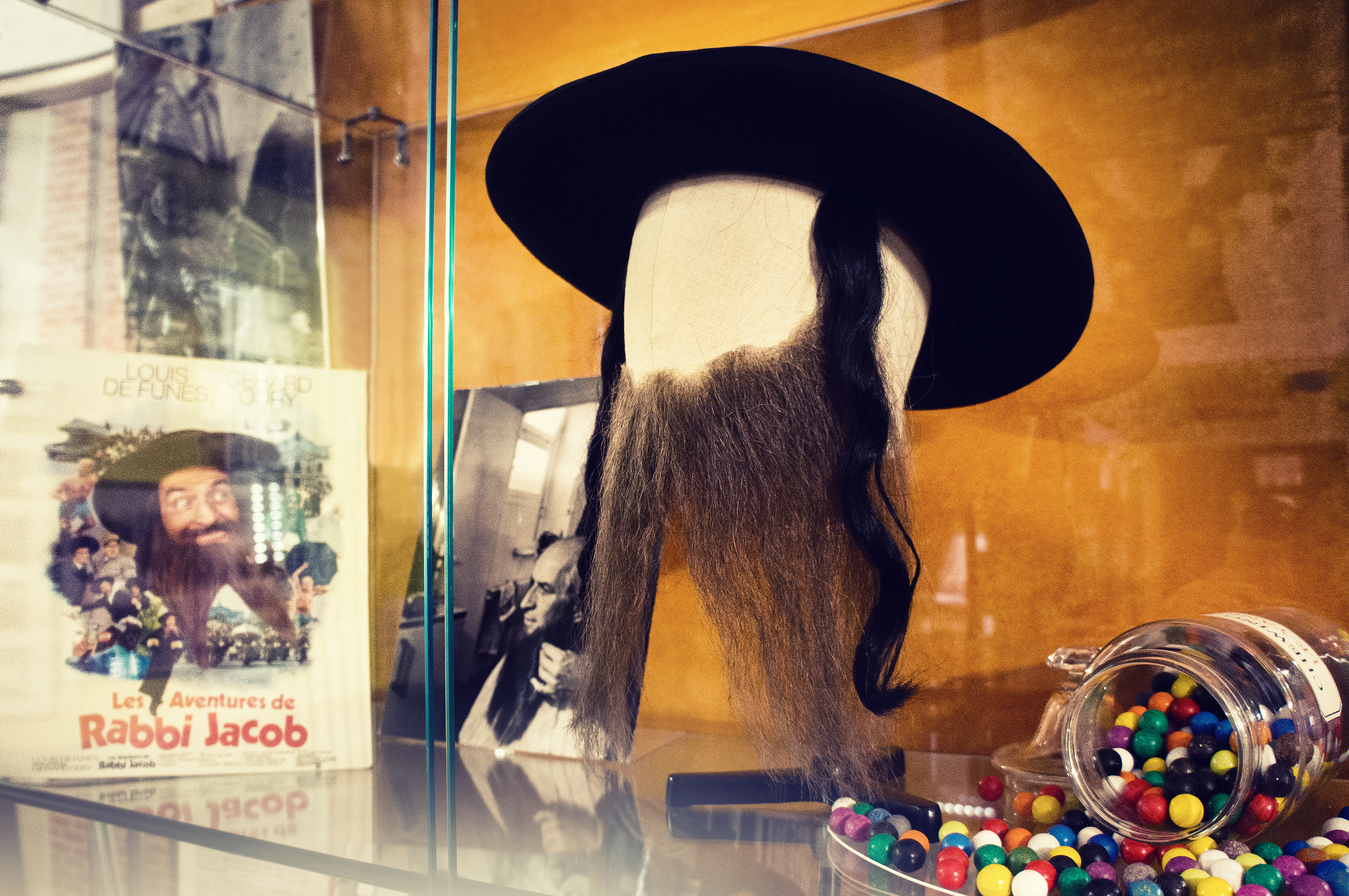
Éléments du costume de Louis de Funès dans Les Aventures de Rabbi Jacob, exposés au musée puis lors de l'exposition à Nantes.

Après la fermeture brutale du musée, la ville de Nantes, où Louis de Funès est mort, s'intéresse à un projet de musée. Une exposition intitulée Louis de Funès, du jazz au jardin est organisée dans le centre-ville, 7 quai Henri-Barbusse, du 1er juillet au 26 août 2017, avec une partie des collections de l'ancien musée, : des pièces déjà présentées mais aussi « une bonne proportion de pièces jamais exposées ». Le succès de l'exposition conditionne l'avenir du projet d'un musée Louis de Funès à Nantes,, les organisateurs espérant accueillir 20 000 à 25 000 visiteurs sur les deux mois d'exposition,,.
L'exposition tente de dévoiler au public des côtés peu connus de l'acteur : sa carrière musicale, en tant que pianiste de bar durant sa jeunesse (« du jazz… »), et son engagement pour la défense de la nature, influencé par sa passion pour le jardinage (« … au jardin »). Ce prolongement du musée permet notamment de présenter au public une découverte réalisée en 2017 par un enseignant de l'université de Nantes : la participation de Louis de Funès dans une pièce de théâtre au sein d'une troupe en 1948. Pour promouvoir l'exposition, Olivier de Funès y dédicace la biographie Louis de Funès : Ne parlez pas trop de moi, les enfants !, co-écrite avec son frère Patrick.

## Fréquentation
- saison 2013 (premier musée) : 5 000 visiteurs[3]
- total 2014-2016 (second musée) : 63 000 entrées soit environ 68 000 visiteurs[3]